# Ad abolendam
Ad abolendam... (en français: «Vers l'abolition...») est une bulle promulguée par le pape Lucius III à Vérone, en novembre 1184. Elle est rédigée pour régler quelques différences de compétence entre la papauté et l'empereur romain germanique Frédéric Barberousse. Le document décide de mesures sévères pour déraciner l'hérésie et susciter des efforts : elle aboutit à la croisade contre les Albigeois et à l'Inquisition médiévale. Son objectif principal est l'abolition complète de l'hérésie et des sectes déclarées hérétiques. 

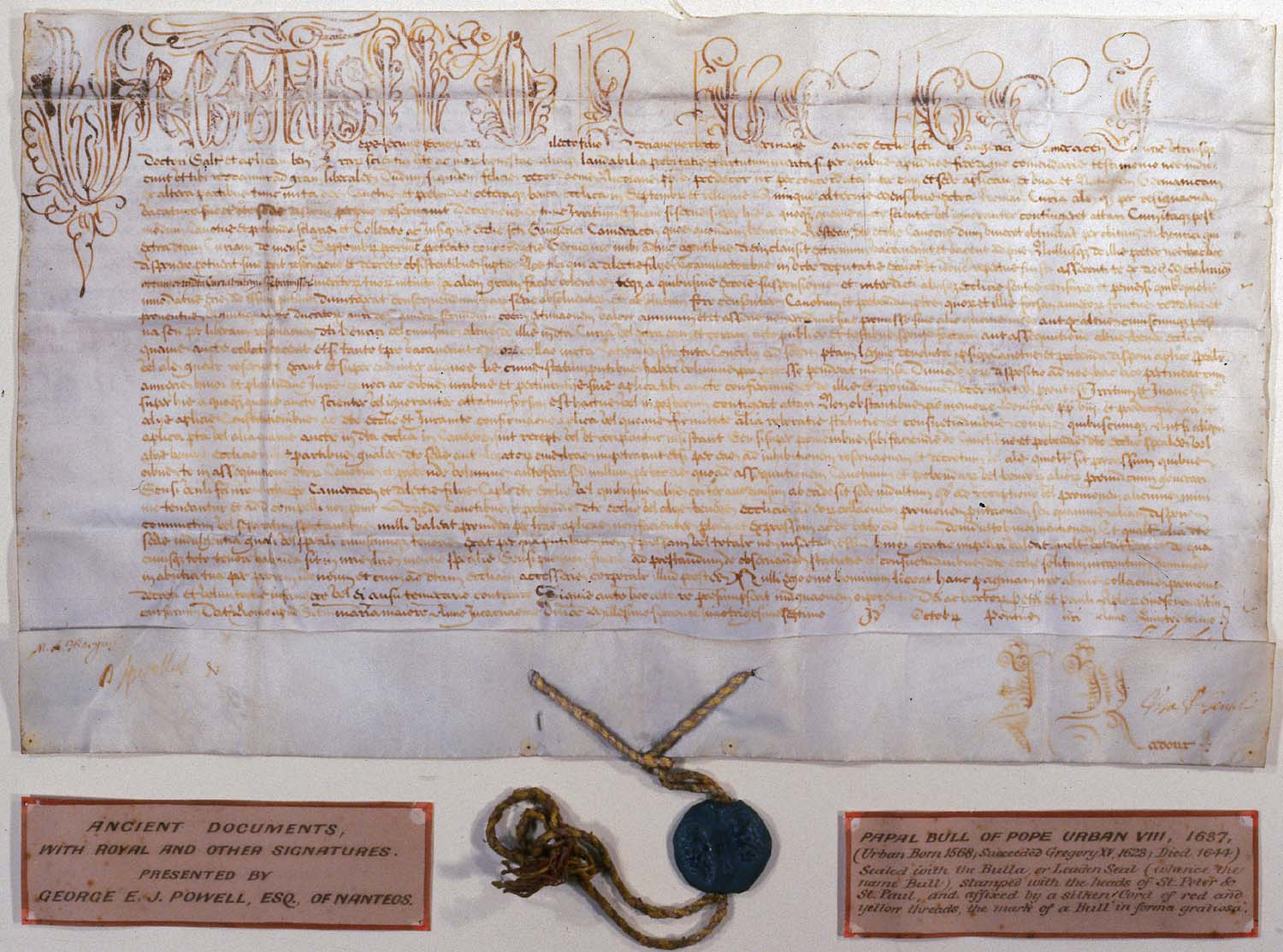
La bulle de Lucius III

Lucius III y condamne toutes les sectes hérétiques et les personnes qui ont prêché sans l'autorisation de l'Église romaine, que ce soit publiquement ou en privé, et les menace d'excommunication. Parmi les sectes particulières mentionnées par la bulle Ad abolendam sont visés les Cathares, les Umiliati, les Vaudois et les Arnoldistes. 
Cependant, plus importante encore que la lutte directe contre les hérétiques, est la stipulation de mesures identiques pour ceux qui les soutiennent, ouvertement ou indirectement. Eux aussi sont menacés d'excommunication.
Ceux qui sont accusés d'hérésie, s'ils ne peuvent pas prouver leur innocence ou ne renoncent pas à leurs erreurs, ou si l'hérésie est rétrogradée en erreur par la suite, doivent être remis aux autorités laïques afin de recevoir leur animadversio debita (sentence en raison). Tous ceux qui ont soutenu l'hérésie sont privés de leurs droits : le droit d'occuper des fonctions publiques, le droit à un procès, le droit de rédiger un testament et l'hérédité de leurs fiefs et offices.
Pour l'application des mesures exigées par la bulle pontificale, Lucius III oblige tous les patriarches, archevêques et évêques de réannoncer l'excommunication lors de certaines fêtes et jours fériés. Ceux qui ne respectent pas cela durant trois années consécutives seront privés de leurs offices ecclésiastiques. Les évêques sont en outre obligés de « chercher » les hérétiques. Ils doivent faire des tournées biennales ou triennales de leurs diocèses, visiter les endroits suspects et interroger les gens sur l'existence d'hérétiques. Les gens sont tenus de déposer sous serment tout ce qu'ils savent sur l'activité des hérétiques. Ceux qui refusent le serment doivent être traités comme des hérétiques.
La bulle est incorporée comme Canon 3 du Quatrième concile du Latran en 1215 par le pape Innocent III. Contrairement à ce qui est souvent dit, Lucius III n'a pas institué l'Inquisition, qui n'est créée que sous le règne du pape Grégoire IX en 1234.

## Source
- (en) Cet article est partiellement ou en totalité issu de l’article de Wikipédia en anglais intitulé « Ad abolendam » (voir la liste des auteurs).